# Polopeustis annulatella
Polopeustis annulatella är en fjärilsart som beskrevs av Zetterstedt 1839. Polopeustis annulatella ingår i släktet Polopeustis och familjen mott. Inga underarter finns listade i Catalogue of Life.